# Xenochodaeus musculus
Xenochodaeus musculus là một loài bọ cánh cứng trong họ Ochodaeidae. Loài này được Say miêu tả khoa học đầu tiên năm 1835.